# Старий і море
«Стари́й і мо́ре» (англ. The Old Man And The Sea) — повість американського письменника Ернеста Гемінґвея, видана у 1952 році. В основі роману розповідь про кубинського рибалку Сантьяго, його боротьбу з гігантською рибиною, що стала найбільшою здобиччю в його житті. Гемінґвей присвятив книгу своєму видавцеві Чарлзу Скрібнеру та літературному редакторові Максвеллу Перкінсу.

## Історія написання

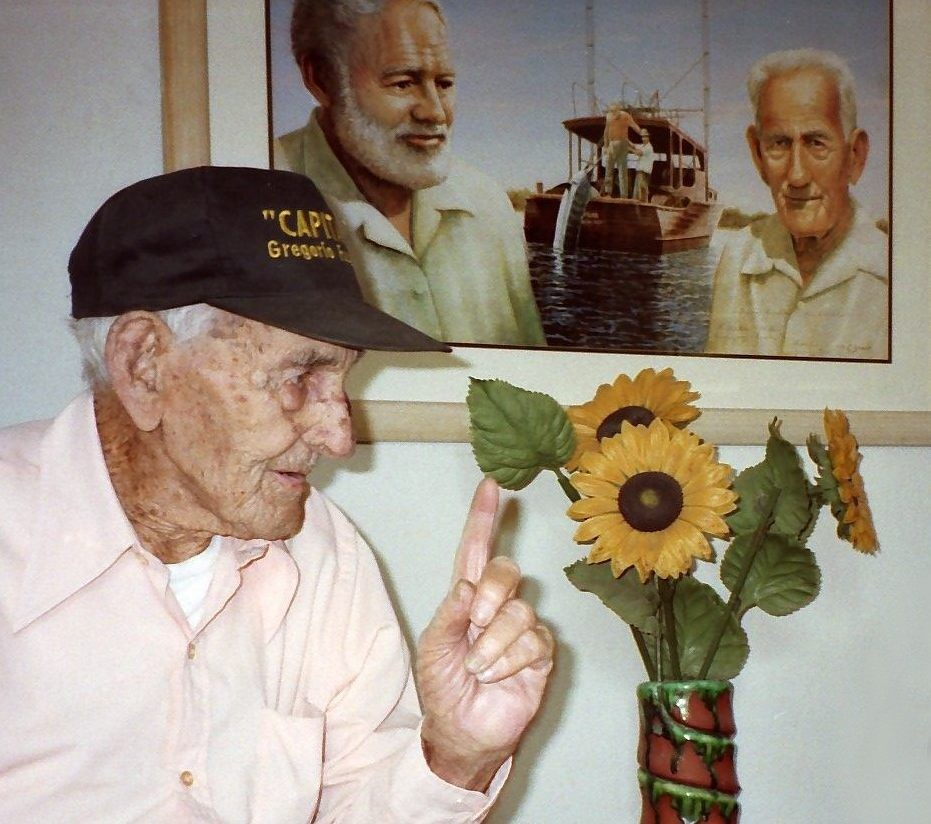
Кубинський рибалка Грегоріо Фуентос, якого вважають прототипом головного героя повісті.

Історія створення повісті «Старий і море» бере свій початок 1936 року, коли Гемінґвей опублікував у часописі «Есквайр» нарис про дійсний випадок у Гольфстримі: рибалка спіймав величезну рибину, яка довго тягла за собою човника; коли потерпілого знайшли, від риби майже нічого не залишилося, а старий ридав з відчаю.
У 1950 році Гемінґвей розпочав художню розробку давно знайденого сюжету, він мріяв написати об'ємний роман про життя рибальського селища, про долі його мешканців. Проте автор знайшов інший шлях відтворити світ рибальського життя: багато чого опустив у підтекст, створивши стислу, глибоку філософську притчу про людину й море. У 1952 році повість «Старий і море» була надрукована в журналі «Лайф».

## Нагороди
У 1953 році за свою повість Ернест Гемінґвей отримав Пулітцерівську премію.
У 1954 році — Нобелівську премію з літератури.

## Сюжет
Повість «Старий і море» розказує історію про змагання старого і досвідченого рибака з великим марліном. Історія починається з того, що досвідчений рибалка Сантьяго вже майже три місяці не впіймав жодної рибини і через це отримав прізвище «salao», що означає найбільшу форму невдахи. Він настільки невдачливий, що його учню Маноліну батьки заборонили плавати з ним, а натомість рибалити з більш успішними рибалками. Однак хлопчик щодня навідується до халупи Сантьяго, готує йому їжу. Сантьяго каже Маноліну, що наступного дня він запливе далеко в Гольфстрим та що його чорна смуга закінчиться.
На 85 день без улову Сантьяго виводить свій малий вітрильник далеко в море, закидає наживку, і за якийсь час підсікає велику рибу, як він припускає — марліна. Два дні і дві ночі триває змагання з гігантським марліном, і за цей час його човен все далі й далі відходить у відкрите море. Риба не здається, тягнучи за собою його човна. Так само вперто не відступає і рибалка, хоч його руки поранені волосінню. Він настільки поглинений цим протистоянням, що мимоволі починає співчувати і своєму супернику — рибині, говорить до неї і шкодує її.
На третій день риба починає кружляти навколо човна, і виснажений Сантьяго напружує останні сили, щоб витягнути рибу на бік і заколоти марліна гарпуном. Сантьяго прив'язує марліна з боку човна і вирушає додому, сподіваючись на великі гроші, які він отримає, та уявляючи, скількох людей він нагодує.
Але кров із ран марліна приваблює акул. Вступивши з ними в сутичку, він вбиває своїм гарпуном велику акулу-мако, але при цьому губить гарпуна. Він робить нову зброю, прив'язавши свого ножа до кінця весла, таким чином він вбиває п'ятьох акул, змушуючи інших до втечі. Але битва нерівна: уночі акули з'їдають майже все тіло рибини, від якої лишається тільки голова й скелет. Сантьяго почувається морально знищеним і кричить акулам, що вони вбили його мрії. Діставшись берега до світанку наступного дня, Сантьяго насилу піднімається до своєї хатини, несучи важку щоглу на плечі, а голову та скелет риби залишає на березі. Увійшовши до хати, він падає на ліжко й засинає.
Наступного дня біля човна, до якого все ще прив'язаний скелет риби, один з рибалок вимірює його довжину, і каже що вона близько 5,5 м від носа до хвоста. Голову риби отримує Педріко, а інші рибалки кажуть Маноліну, щоб той передав старому, як їм шкода. Хлопчик журиться невдачею старого і плаче, бачачи його поранені руки. Манолін приносить йому газету та чашку кави. Коли старий встає, вони домовляються вийти в море ще раз разом. Заснувши знову, Сантьяго бачить уві сні свою юність: левів на африканському узбережжі.

## Персонажі
- Сантьяго — старий рибалка
- Манолін — сусідський хлопчисько

Літературознавці прагнули з'ясувати, хто став прототипом головного героя повісті — Сантьяго. Досить часто називали відомого кубинського рибалку і друга письменника Грегоро Фуентоса, який дожив до 104 років. Грегоріо Фуентес був блакитнооким уродженцем Лансароте на Канарських островах. Почавши виходити в море в десятирічному віці на кораблях, які прямували в африканські порти, він у 22 роки остаточно перебрався на Кубу. Проживши 82 роки на Кубі, Фуентес у 2001 році пробував повернути собі іспанське громадянство. Критики відзначають, що героєві повісті Сантьяго також було близько 22 років, коли він іммігрував з Іспанії на Кубу, тому він був досить дорослим, щоб на Кубі його вважали іммігрантом і чужинцем.
Однак більшість дослідників схильні думати, що цей образ увібрав у себе риси різних людей, з якими Хемінгуей спілкувався в рибальському селищі Кохімар, що неподалік на схід від Гавани.

## Вплив на літературу
Повість «Старий і море» повернула Хемінгуеєві літературну репутацію і привела до перегляду всієї його творчості. Вона з самого початку стала дуже популярною і повернула в багатьох читачів віру в талант Гемінґвея, як письменника. Видавництво Scribner's на першому варіанті суперобкладинки назвало повість «новою класикою», а багато критиків прихильно порівнювали її з «Ведмедем» Вільяма Фолкнера і «Мобі Діком» Германа Мелвілла.

## Екранізації
- 1958: «Старий і море» (США) — художній фільм Джона Стерджеса, у головній ролі Спенсер Трейсі.
- 1990: «Старий і море» (Велика Британія) — телевізійний фільм Джада Тейлора, у головній ролі Ентоні Квінн.
- 1999: «Старий і море» (Росія, Канада, Японія) — мультфільм Олександра Петрова.

## Видання українською
- Ернест Хемінгуей. Прощавай, зброє; Старий і море. Переклад з англійської: Володимир Митрофанов. Київ: Дніпро, 1974. 571 стор.
- Ернест Гемінґвей. Старий і море. Переклад з англійської: Володимир Митрофанов; малюнки: Слава Шульц. Львів: ВСЛ, 2017. 104 стор. ISBN 978-617-679-391-5[3].